# アララハ

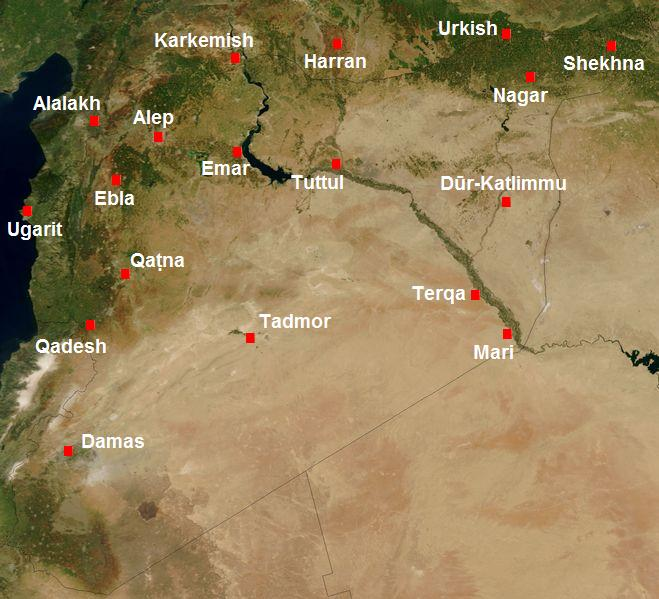
紀元前2千年紀ごろのシリア・メソポタミア周辺地図。アララハは図の左上、地中海に近い場所にある

アララハ（Alalakh、Alalah）はアムク川（Amuq）の河谷にあった古代オリエントの都市国家の遺跡。現在のトルコ南部、シリアとの国境に近いハタイ県のアンタキヤ（アンティオキア）の近くにある。テル・アトチャナ（Tell Atchana）という大きな遺丘（テル）が、古代のアララハの跡であると同定されている。

## 歴史
アララハは紀元前2千年紀、青銅器時代中期に成立した。「肥沃な三日月地帯」における初期の大都市の一つである。アララハの城塞の上に建てられた最初の宮殿は紀元前2000年頃、メソポタミア南部のウル第三王朝と同じ頃に遡る。
この街についての文字で残された歴史は、マリから出土した紀元前18世紀の粘土板に「アラハトゥム」（Alakhtum）の名で書かれたところから始まる。当時アララハは近くの大国ヤムハド王国（現在のアレッポを中心とする）の一部であった。粘土板文書によれば、スム＝エペヘ王（Sumu-epeh）はアラハトゥムの地を義理の息子であるマリ王ジムリ・リムに売却している。紀元前1765年にハンムラビがマリを滅ぼすと、アララハは再度ヤムハドの宗主権下に入ったとみられる。アレッポの王アッバ＝イリ（Abba-ili）は兄弟であるヤリム＝リム（Yarim-Lim）にアララハを与えたが、王国の再編成の後に反乱が起きたとみられ、ヤリム＝リムとその子孫による王朝がアララハに築かれ、アレッポの覇権の下で紀元前17世紀終わりまで続いている。しかしアララハの街は破壊され王朝は終わった。この破壊はヒッタイトの王ハットゥシリ1世の遠征によるものと考えられている。
1世紀弱の中断の後、アララハは地方の小さな王国の首都として歴史に再登場する。この王朝の創始については、王朝を築いた王の自伝とみられる碑文の書かれた像からその過程がうかがわれる。碑文によれば、紀元前15世紀前半、アレッポの王の息子イドリミ（Idrimi）がエマルに逃げ、その後アララハにやってきて実権を握り、フルリ人が建てた当時の強国ミタンニの王バラタルナ（Barattarna）の封臣として認められた。碑文にはイドリミの人生の浮き沈みが描かれている。彼の家族がエマルに逃亡せざるをえなくなった後、彼は家族から離れ、カナンの地のアミヤ（Ammija）にいたハピル人（Hapiru）の集団に加わった。ハピルの人々は彼を「自分たちの大君主の息子」と認め、彼の周りに集った。7年間彼らと暮らした後、彼はハピルの戦士を率いて海からアララハを攻め落とし、その王になったという。
しかし発掘の記録によれば、この像はイドリミが生きていた時代より数世紀後の地層から見つかっており、その史実性に関して学者の間でも議論がある。それでもなお、年代の推定できる粘土板からの記述がこの像の碑文の裏付けとなりうる。アララハの王でイドリミの息子ニクメプ（Niqmepuh）はミタンニの王サウシュタタル（Saushtatar）の同時代人であるが、この事実は、イドリミがサウシュタタル以前の王バラタルナの同時代人であるという碑文の主張を裏付ける。
イドリミの子ニクメプ（Niqmepuh）と、その子イリム＝イリンマ（Ilim-ilimma）統治下のアララハの社会経済史は、出土した粘土板によく記録されている。一方、イドリミ自身の名はこれら粘土板には稀にしか登場しない。
紀元前14世紀半ば、ヒッタイトのシュッピルリウマ1世はミタンニの王トゥシュラッタ（Tushratta）を破り、アララハも含めたシリア北部の支配権を握り、アララハはヒッタイトに併合されたとみられる。粘土板文書では、ウガリットの王がヒッタイトの王シュッピルリウマ1世に、ムキシュ（Mukish）、ヌハッサ（Nuhassa）、ニイェ（Niye）などの王国がヒッタイトへ反乱を企てていると警告したことを受け、シュッピルリウマ1世はウガリット王国に見返りとしてムキシュの土地（アララハの土地でもある）を譲渡したと書かれている。アララハは紀元前12世紀、アナトリア半島海岸部やレバントの他都市同様「海の民」に破壊されたとみられ、以後再建されなかった。オロンテス川河口（現在のサマンダーの近く）にある港湾都市アル・ミナが、鉄器時代以後はアララハに取って代わった。

## 発掘
代々積み重なった街の廃墟は、テル・アトチャナという遺丘となって保存され、1935年から1939年と、1946年から1949年にかけてイギリスの考古学者レオナード・ウーリー卿（Sir Leonard Woolley）によって発掘された。初期青銅器時代の終わり頃（第17層、紀元前2200年から紀元前2000年頃）から青銅器時代末期（第0層、紀元前13世紀）までの17層の堆積層が調査され、宮殿、神殿、民家、城壁などの跡が発見された。
数年間の調査の後、シカゴ大学調査隊が2003年に通年発掘を行った。以後、2004年、2006年と、トルコ文化観光省やアンタキヤのムスタファ・ケマル大学の協力の下で発掘を進めている。
アララハでの発掘により多くの文書が発見され、マリやウガリットで既に見つかっている史料との比較研究が急務となっている。楔形文字の書かれた粘土板文書およそ500枚が第7層（青銅器時代中期）と第4層（青銅器時代後期）から見つかっている。紀元前1500年頃以後のアララハ王・イドリミの碑文入り彫像は、イドリミ王の青年時代、権力をつかむまで、彼の軍事的成功やその他政策の成功などユニークな自伝的内容を伝えている（現在は大英博物館所蔵）。アララハから見つかったアッカド語文書にはいくつかの語彙集や、占星術上の前兆の記録、まじない集などが含まれているが、主として法律上の記録（例えば支配的な地位にあった家族の土地所有やそこから入る収入といった事項）と行政文書（宮殿の日用品の出入りの管理など）が中心だった。